# Conus jeanmartini
Conus jeanmartini é uma espécie de gastrópode do gênero Conus, pertencente à família Conidae.